# Kati Verstrepen
Kati Verstrepen (1965) is een Belgische advocate. Sinds 2017 is ze voorzitster van de Liga voor Mensenrechten.

## Levensloop

### Studie
Van 1983 tot 1988 studeerde Kati Verstrepen rechten aan de Universiteit Antwerpen. In 1988 werd ze advocate aan de Antwerpse balie en liep tot 1991 stage bij professor Jean Laenens. Reeds tijdens haar stage begon ze een eigen advocatenkantoor in de Rotterdamstraat, dicht tegen het station Antwerpen-Centraal. Verstrepen specialiseerde zich van bij aanvang van haar carrière in vreemdelingenrecht.

### Carrière
Verstrepen bekleedde verschillende functies bij de Antwerpse balie en enkele andere instellingen. Van 1998 tot 2004 was ze afgevaardigde voor de Antwerpse balie bij de Vereniging van Vlaamse Balies; van 1998 tot 2008 lid van de Commissie voor Juridische Bijstand te Antwerpen, voorzitster van het Bureau voor Juridische Bijstand te Antwerpen en lid van de Raad van de Orde bij de Antwerpse balie; van 1998 tot 2011 lid van de commissie Access to Justice van de CCBE, voorzitster van de Commissie Jeugdrecht en de Commissie Eerstelijnsbijstand bij de Orde van Vlaamse Balies en bestuurster bij het departement 'toegang tot het recht' van de Orde van Vlaamse Balies. Van 2012 tot 2014 was Verstrepen vice-stafhoudster en van 2014 tot 2016 stafhoudster bij de Antwerpse balie.
Sinds 1998 is Verstrepen lid van de Commissie Vreemdelingenrecht bij de Orde van Vlaamse Balies en docent vreemdelingenrecht aan de stageschool bij de balie te Antwerpen. In 2017 werd ze tot voorzitster van de Liga voor Mensenrechten verkozen in opvolging van Jos Vander Velpen.

### In de media
Verstrepen haalde het nieuws met verscheidene zaken waaronder die van Parwais Sangari, een Afghaan die door staatssecretaris voor Asiel en Migratie Maggie De Block ondanks hevige protesten werd uitgewezen, en een zaak over Soedanezen die ondanks de kans op foltering werden terug gestuurd.
Tijdens de coronapandemie dwong ze, in haar hoedanigheid van voorzitster van de Liga, de overheid in maart 2021 om de genomen coronamaatregelen van een wettelijke basis te voorzien.

## Publicaties (selectie)
- Inleiding tot het vreemdelingenrecht, Die Keure, 2002
- Wet en Duiding Verblijfswetgeving, Larcier, 2014